# Tigranokerta
Tigranokerta (örmény nyelven: Տիգրանակերտ Tigranakert, ógörög nyelven: Τιγρανόκερτα Tigranõkerta, arámi nyelven: Mîyâfâriqîn / Maipherqat / Maiferkat, bizánci időben Tagrith, néha Justinianopolis és az 5. században Martyropolis) ősi város volt Nagy-Örményország egykori Arzanene tartományában, a mai Diyarbakır tartományban. A jelenlegi neve Silvan.

## Nevének eredete
A város nevét Örményország (Armenia) Tigranes nevű királyáról kapta.

## Története
Tigranokertát Kr. e. 80 körül alapították, egykor Örményország megerősített fő- és székvárosa volt, mely egy fennsíkon, nem messze a Niképhórosz folyótól épült fel.
A római időkben Lucullus Kr. e. 69 őszén Tigranokerta falai alatt megverte Tigranest, és a még teljesen fel nem épült város egy részét is elpusztította.
A város ezután mint végvár különböző neveken továbbra is fennállt, de a 3. századra régi neve már feledésbe merült.